# Príncipes de Lori-Somkhetia

Los príncipes y después maliks de Lori-Somkhetia, fueron una serie de nobles de diversos linajes que controlaron desde el inicio del siglo XII hasta el final del siglo XVIII territorios de la Armenia histórica (el reino de Lorri al nordeste) bajo la soberanía generalmente de los reyes de Georgia.

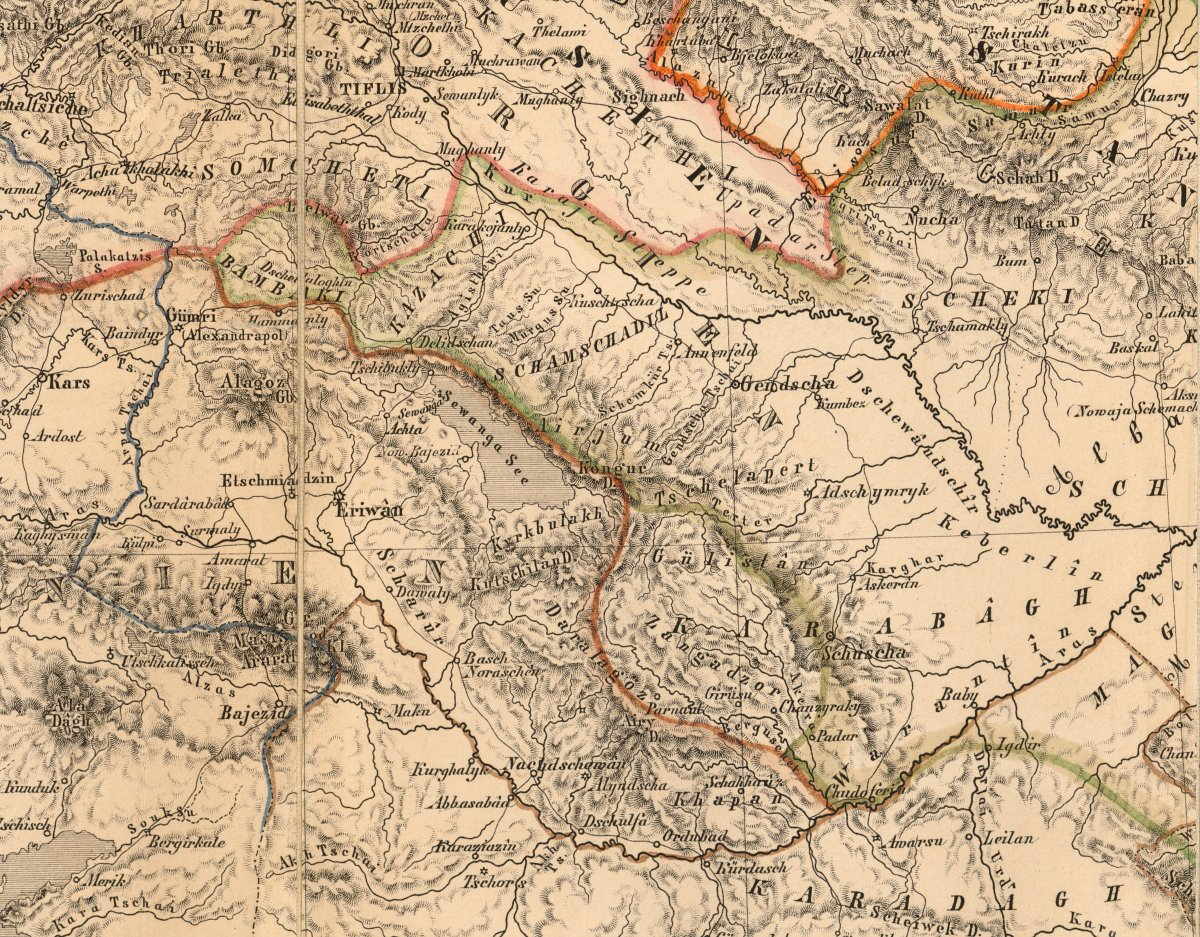
Somkhetia(Somcheti)

## Orígenes
En ocasión de la contraofensiva victoriosa contra las fuerzas de Shah Armin en la que es llamada La cruzada georgiana, el ejército georgiano ocupó de manera temporal bajo David IV de Georgia una parte de los antiguos reinos bagrátidas armenios, especialmente el reino de Lori. Esto permitió a los bagrátidas de Georgia de tomar el título de Rey de Armenia que agregaron a los títulos que ya tenían; el territorio fue concedido en feudo a nobles bajo el nombre de Principado de Lori-Somkhetia, es decir, de Lori-Armenia (Somkhetia (სომხეთი) significa Armenia en georgiano, que fue incorporado a la llamada Armenia Zacárida).

Cuando desapareció de la Armenia Zacárida, el principado de Lori-Somkhetia fue controlado por dinastas armenios de la familia de los Avanian, que Cyril Toumanoff menciona como Háykidas-Avánidas, príncipes de Dizak y de Varanda, surgidos de la casa de príncipes de Jachen.
Después de la invasión turcomana del siglo XV, los avánidas gobernaron el resto del principado con el título de Malik hasta que fue anexionado en 1783 por el reino de Kartli-Kajetia, por Heraclio II.
La lista de príncipes que sigue es de acuerdo con el estudio de Cyril Toumanoff.

## Príncipes de Lori-Somkhetia
- 1101-1128: Ivane II Orbelian, duque de Orbeti-Samshvilde, gran condestable de Georgia
- 1181: Sadun II Mankaberdeli, atabeg de Georgia
- 1184-1187: Sergio II Zakarian, gran condestable de Georgia
- 1187-1213: Shanshe I Zakarian el Grande, príncipe de Rustavi, gran condestable de Georgia
- 1213-1250: Avag-Sergi III Zakarian, príncipe de Bjni, atabeg y gran condestable de Georgia
- 1250-1261: Zacarias II Zakarian, gran condestable de Georgia